# Leon Battista Alberti
Pour les articles homonymes, voir Alberti.
Leon Battista Alberti, né en 1404 à Gênes et mort en 1472 à Rome, est l'un des grands humanistes polymathes du Quattrocento.
Il est à la fois philosophe, peintre, mathématicien, architecte, théoricien des arts, de cryptographie et de la linguistique.

## Biographie
Leon Battista Alberti est né le 14 février 1404, fils naturel de Lorenzo Degli Alberti, d'une famille comtale florentine qui donna aussi une célèbre lignée de banquiers et marchands florentins : les Alberti.
Sa mère, Bianca Fieschi, d'une des familles génoises les plus nobles et connues de l'époque, avait déjà eu de Lorenzo Alberti un fils, Carlo, né selon toute probabilité en 1402, deux ans avant Battista ; elle allait par ailleurs mourir dès 1406, ne laissant à ses enfants presque aucun souvenir.
Battista, qui choisira plus tard de s'appeler aussi Leon ou Leone, en hommage sans doute à la ville, Venise, dans laquelle il allait passer l'essentiel de son enfance, se forma principalement à Padoue, à la célèbre école de Gasparino Barzizza, puis à Bologne, où il étudia notamment le droit.
Après la mort de son père, en 1421 à Padoue, il se consacre aux lettres et aux arts (studia humanitatis) refusant de s'engager dans ce qui avait fait la fortune de la famille, c'est-à-dire le commerce et la banque (les Alberti étaient les banquiers des papes à la fin du XIVe et au début du XVe siècle).
Au début des années 1430, à Rome, Battista entre au service du patriarche de Grado / Aquileia Biagio Molin ou da Molin, alors secrétaire d’État au Vatican, prend vraisemblablement les ordres mineurs et devient « abréviateur apostolique », c'est-à-dire rédacteur des brefs pontificaux ; il reçoit par ailleurs quelques bénéfices ecclésiastiques à l'intérieur du territoire florentin.
C'est d'abord grâce aux lettres qu'il se fait reconnaître et apprécier, en suscitant toutefois à Florence (qu'il visite pour la première fois en 1434-1435), l'hostilité, voire l'ostracisme.
Il est vrai que dans ses écrits satiriques (Momus, Intercœnales, etc.), Alberti n'hésite pas à s'en prendre au milieu humaniste et à la curie romaine avec un ton mordant et une verve qu'on ne retrouvera pas de sitôt dans la littérature mondiale.
Le premier document qui prouve qu'Alberti est impliqué dans un chantier architectural date vraisemblablement de 1454 (lettre à Matteo de' Pasti, directeur du chantier du Tempio malatestiano à Rimini). Alberti obtient alors véritablement la reconnaissance, et même la gloire qu'il recherchait sans doute.
En 1468, un arbitrage en sa faveur lui permet de prendre possession d'une partie de la tour ancestrale des Alberti à Florence, le palais où son grand-père Benedetto avait demeuré en Santa Croce ; il gardera toutefois sa résidence principale à Rome où il pouvait poursuivre son étude des textes classiques et plus particulièrement de Vitruve à la Bibliothèque Vaticane ainsi que ses recherches sur les ruines antiques.
Il conservera par ailleurs de très nombreux liens aussi bien professionnels que d'amitié en plusieurs villes d'Italie du Nord (Venise, Mantoue, Ferrare, Urbino, Bologne…), ainsi qu'à Naples et jusqu'en Sicile.
Sa place est alors celle d'une autorité intellectuelle et morale reconnue. Il meurt à Rome, quelques mois après avoir fait visiter les ruines romaines au jeune Laurent le Magnifique.

## Activités d'Alberti

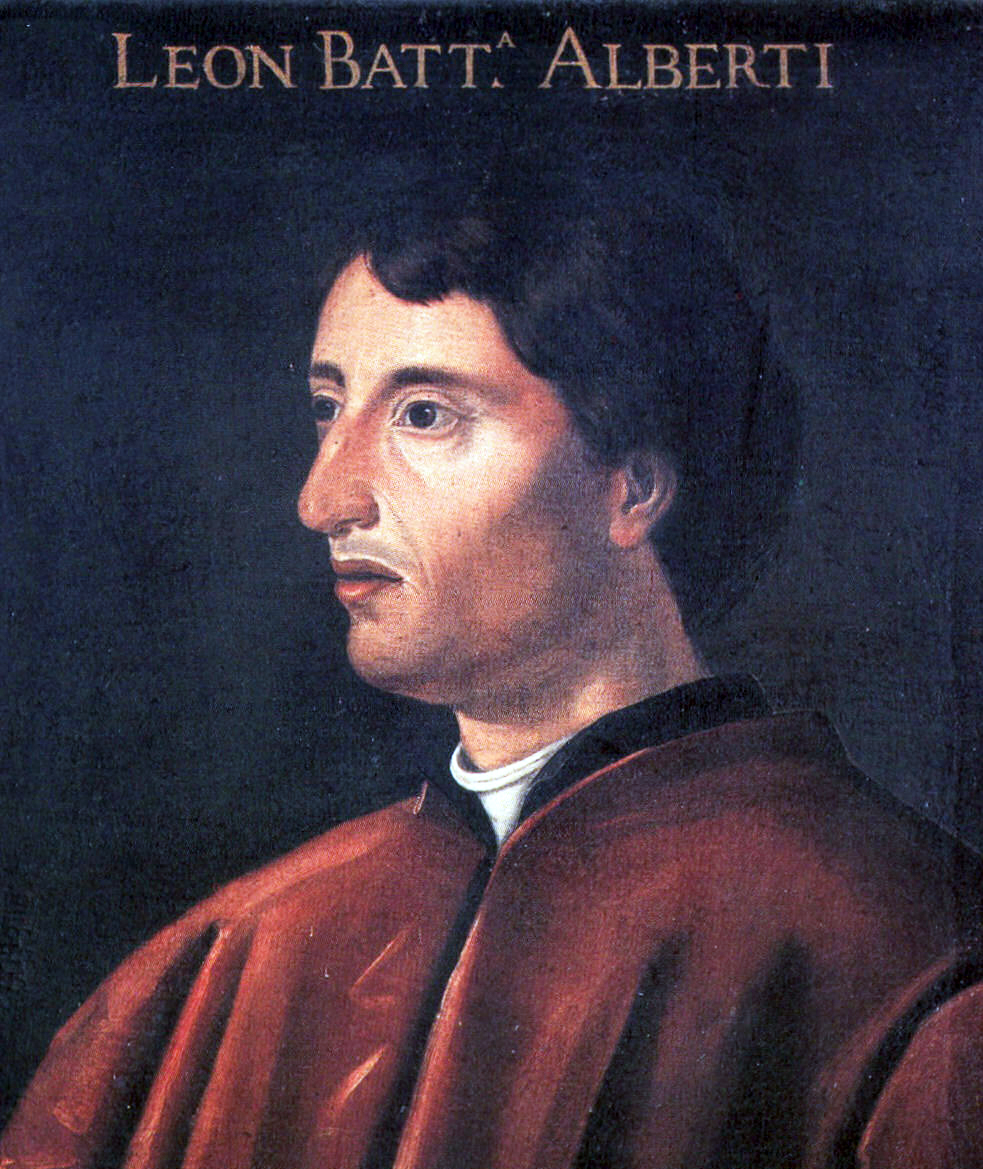
Leon Battista Alberti.

C'est une des figures les plus importantes de la Renaissance, grand écrivain et philosophe, en latin comme en volgare, premier théoricien de la perspective et plus généralement des arts.
Au service du pape Eugène IV, il en suivit les déplacements dans plusieurs villes de l'Italie du centre et du nord (Florence et Ferrare, notamment) pendant une dizaine d'années, de 1434 à 1443 environ. Pendant cette période, il tente en particulier de promouvoir à Florence la littérature en volgare ; c'est ainsi qu'il y organise en octobre 1441 un concours de poésie en volgare, le certame coronario, destiné dans son projet à renforcer le prestige de la nouvelle langue ; l'échec de sa tentative, dû à l'hostilité des intellectuels humanistes qu'il venait de défier, le pousse vers d'autres territoires, et particulièrement vers des travaux de génie et vers l'architecture. Revenant à Rome, il rédige la Descriptio Urbis Romae, premier plan « scientifique » d'une ville.
À partir de l'art de l'antiquité, il élabora la théorie de la beauté en tant qu'harmonie, exprimable mathématiquement dans ses parties et son tout ; ainsi, la base de la projection architecturale se trouve dans la « proportionnalité » des édifices romains. Cette vision harmonique est présente dans toutes ses œuvres.
Cristoforo Landino raconte, dans, ses Quæstiones camaldulenses, que quelques amis, Laurent et Julien de Médicis, Alemanno Rinuccini, Pietro Acciaioli, etc., retirés pendant les chaleurs de l'été dans une villa près du couvent des Camaldules, apprirent à l'improviste l'arrivée d'Alberti, descendu chez Marsile Ficin. Ils résolurent de ne pas retourner pour quelques jours à Florence, afin de jouir plus complètement de la présence du grand humaniste.
Le temps se passa en longues causeries, « dans une prairie arrosée d'un ruisseau, à l'ombre d'un platane ».
Tous ces platoniciens de la Renaissance, groupés autour d'Alberti, écoutèrent disserter du souverain bien, de la vie contemplative et de la vie active, des allégories de Virgile, tout cela, écrit Landino, « memoriter, lucide ac copiose ».
Il est certain que Landino connaissait bien Alberti, mais il est tout aussi certain que le portrait qu'il dresse de sa pensée dans les Disputationes camaldulenses, quelques années après sa mort, n'a pas grand-chose à voir avec ce qu'Alberti a exprimé dans ses œuvres écrites.
Pire, cette image romancée a poussé les historiens vers une interprétation platonicienne de la pensée d'Alberti qui est aux antipodes du réalisme presque aristotélicien de cette pensée.

## Le mathématicien
Alberti a donné une méthode de construction de la décroissance de la profondeur apparente des carreaux lorsque l'on s'éloigne de la ligne de terre en perspective.
Rédigé vers 1435, son De Pictura, Traité de la peinture « imprimé en 1511 à Nuremberg, soulève une question qui sera au XVIIe siècle à l’origine du développement de la géométrie projective : quelles sont les propriétés géométriques communes à deux perspectives d’une même figure. Pendant tout un siècle encore, la portée des méthodes de perspective restera relativement restreinte et ne dépassera guère les cadres des tableaux d’artistes ». Mais par la suite, notamment grâce à son usage en cartographie qui va révolutionner entre autres la balistique, la géographie et l’astronomie, « l’intégration des méthodes projectives dans le corps des mathématiques enrichira et renouvellera la géométrie ».

## Cryptologie
L'historien en cryptographie David Kahn considère Alberti comme le « père de la cryptographie occidentale », grâce à trois avancées significatives : « la plus ancienne théorie occidentale de cryptanalyse, l'invention de la substitution polyalphabétique, et l’invention du code de chiffrement ».
Alberti, en effet, rédige un essai où il analyse la fréquence des lettres dans les textes en latin et en italien, démontrant ainsi son impact dans le déchiffrement. Il invente le cadran chiffrant réunion de deux disques marqués de chiffres et des lettres de l'alphabet, dont le plus grand est fixe et le petit mobile. En modifiant leur alignement, on produit de nouvelles équivalences, ce qui inaugure la méthode de la substitution polyalphabétique. Puis il va améliorer sa découverte pour proposer le surchiffrement codique, une révolution qui ne sera comprise qu’au XIXe siècle.

## Génie et physique
Grand ingénieur de la Renaissance, il imagina le premier anémomètre en 1450. Il utilise une plaque mobile tournant autour d’un axe horizontal pour estimer la force du vent, l’angle formé entre la palette et la verticale (position repos) permettant d’évaluer cette force.

## Précurseur d’imagerie numérique
C’est dans le De Statua, traité de la sculpture composé vers 1450, qui complète sa trilogie sur les arts majeurs, qu'Alberti va exposer son système, radicalement nouveau, de définition tridimensionnelle des volumes.
Tout d’abord, dans le sillage de Pline l’Ancien, Alberti distingue la sculpture par ajout ou par enlèvement selon la technique utilisée :
- apposer ou ajouter de la matière molle, terre ou cire, s’applique à une sculpture réalisée par des « modélistes »,
- soustraire de la matière se pratique en sculptant la pierre, ce que font des « sculpteurs ».

Ce distinguo, déterminant dans la conception artistique de nombreux sculpteurs à l'instar de Michel-Ange, n’avait jamais été exprimé avec une telle clarté. Quant à la méthode à suivre pour atteindre le but de la sculpture, qui est l’imitation de la nature, Alberti distingue ensuite :
- la dimensio, mesure qui définit les proportions générales de l’objet représenté au moyen de l’exempeda, sorte de règle droite modulaire servant à relever les longueurs au moyen d’équerres mobiles en forme de compas (normae), avec lequel mesurer les épaisseurs, les distances et les diamètres,
- la finitio, définition individuelle des détails et des mouvements de l’objet représenté, pour laquelle Alberti propose un instrument de son invention : le definitor ou finitorium, disque circulaire auquel est fixée une baguette graduée pivotante d’où pend un fil à plomb. Un instrument avec lequel on peut déterminer n’importe quel point du modèle selon une combinaison de coordonnées polaires et axiales, par transfert mécanique du modèle à la sculpture.

Alberti pose ainsi les bases de la représentation ‘scientifique’ du corps humain, un des thèmes sous-jacents à toute la culture figurative européenne de la Renaissance. Même si le Traité ne fut traduit en italien qu’un siècle plus tard, en 1568, et même si le texte original en latin ne fut publié qu’à la fin du XIXe siècle, les artistes de son temps en avaient manifestement connaissance. En effet, le système d’Alberti de définition mécanique des volumes devait passionner, entre autres, Léonard de Vinci, qui s’en inspira pour mettre au point des systèmes similaires, comme en témoignent ses carnets. Léonard utilisa également les Tabulae dimensionum hominis du De statua pour réaliser le célèbre « Homme de Vitruve ».
On peut considérer en outre que les techniques tridimensionnelles mises au point par Alberti dans ce traité préfigurent le dessin d’architecture (cf. le Modulor du Corbusier, puis le DAO) ou industriel moderne (la 3D), et même la modélisation numérique (sur laquelle se basent, par exemple, les travaux du GIEC), puisque le definitor transforme des points relevés sur le modèle en données alphanumériques.

Definitor, Alberti, 1466.
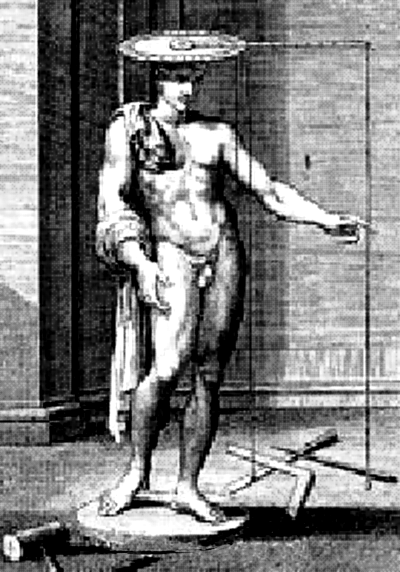

## L'architecte
Si Brunelleschi construisit, Alberti construisit et théorisa à la fois : il appliqua son fondement scientifique à l'œuvre d'art, redonna de la noblesse au rang d'artiste, mit la Peinture, la Sculpture et l'Architecture sur le même plan que la Littérature et que la Philosophie.
L'artisan est ainsi devenu un intellectuel.

### Le TraitéDe re aedificatoria
Alberti s'est employé à restaurer le langage formel de l'architecture classique dans ce traité L'Art d'édifier, composé entre 1443 environ et 1472.
Selon Focillon, il conféra à son auteur une autorité comparable à celle de Vitruve. Il a joué avec le De pictura, un rôle de premier plan dans l'évolution de l'art de la Renaissance.
Il y restaure le langage formel de l'architecture classique avec des conceptions imprégnées d'harmonies et de rapports. Il compare le corps humain à un immeuble. Dans les cinquième et sixième chapitres, il s'inspire également des conceptions musicales des anciens et explique que les conditions de la beauté reposent aussi sur l’utilisation de certains rapports musicaux agréables à l’oreille : l’octave (1/2), la quinte (2/3), la quarte (3/4).
Sa réflexion sur l'architecture est aussi une réflexion d'urbaniste sur la fonction des villes.
Dans cet ouvrage, les murs de la ville sont pour lui des édifices sacrés, en tant que signes visibles de la protection des habitants devant les ennemis extérieurs.
Il propose de nouvelles méthodes de fortification qui sont devenues classiques pour les villes, à l'époque de l'artillerie et des sièges, pendant plusieurs dizaines d'années.

### Réalisations à Florence
À Florence, où il bénéficie du mécénat de la famille Rucellai, le palais Rucellai, dans la via della Vigna, fut commencé en 1455 (aujourd'hui siège du Musée Alinari). Sa façade est une structure géométrique pure divisée par des pilastres doriques, ioniques et corinthiens.
Pour le très élégant petit Temple du Saint Sépulcre (1467), dans la chapelle Rucellai dans San Pancrazio (aujourd'hui siège du Musée Marino Marini), il reprit les proportions du Saint Sépulcre de Jérusalem.
La même année, il fut chargé par le marquis Ludovico Gonzaga, seigneur de Mantoue mais aussi patronus de la SS. Annunziata à Florence, de réaliser la tribune de cette l'église (aujourd'hui perdue).
Il compléta ensuite la façade de la basilique Santa Maria Novella (1470) sur une commande de la famille Rucellai, en recouvrant de marbre la partie supérieure et le portail majeur, mais surtout en couronnant l'ensemble d'un tympan triangulaire classique et en rajoutant deux volutes marquetées aux côtés cachant ainsi les toits inclinés des nefs latérales.

Œuvres florentines d'Alberti :
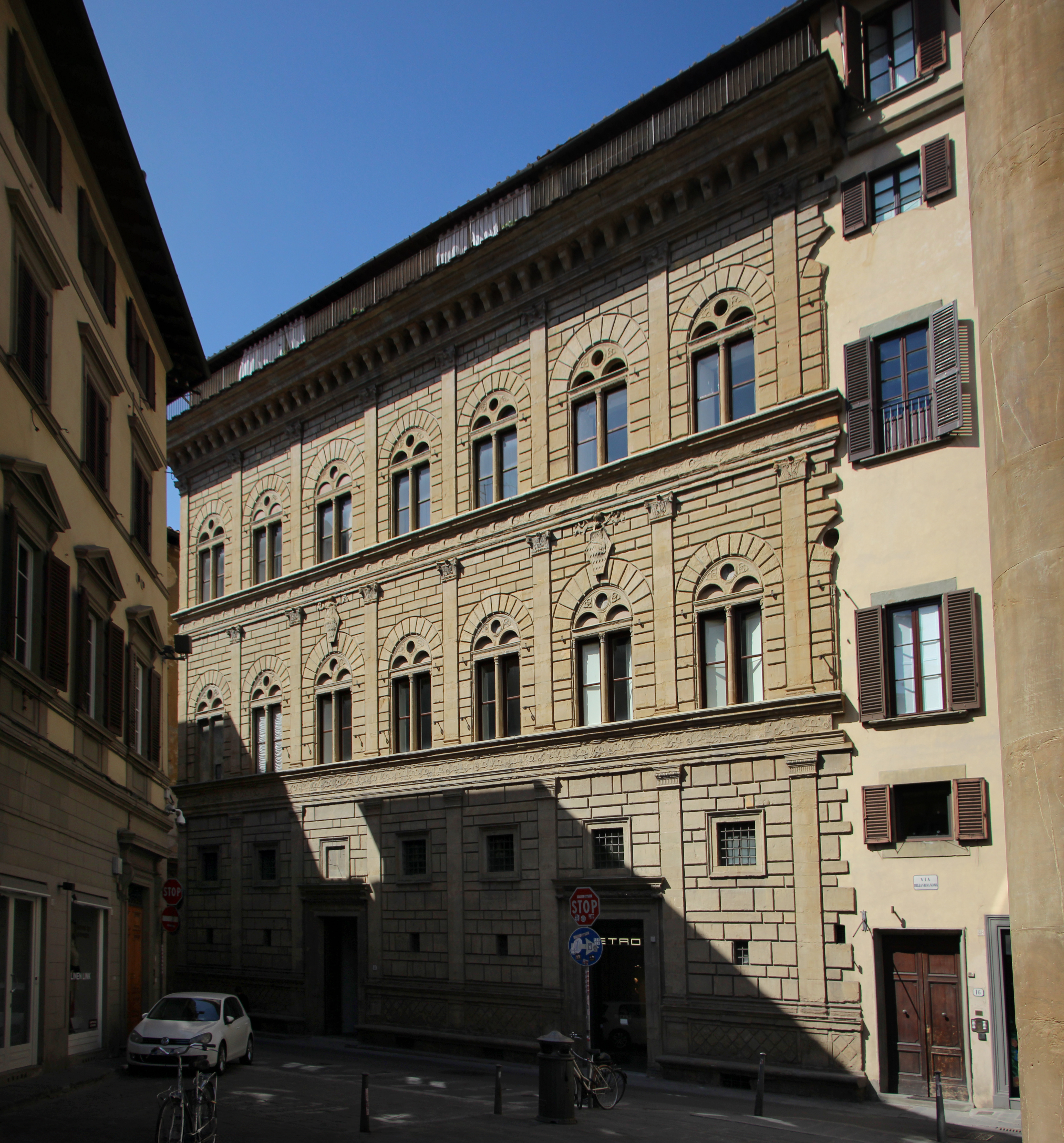
Palais Rucellai à Florence (1446-1451).
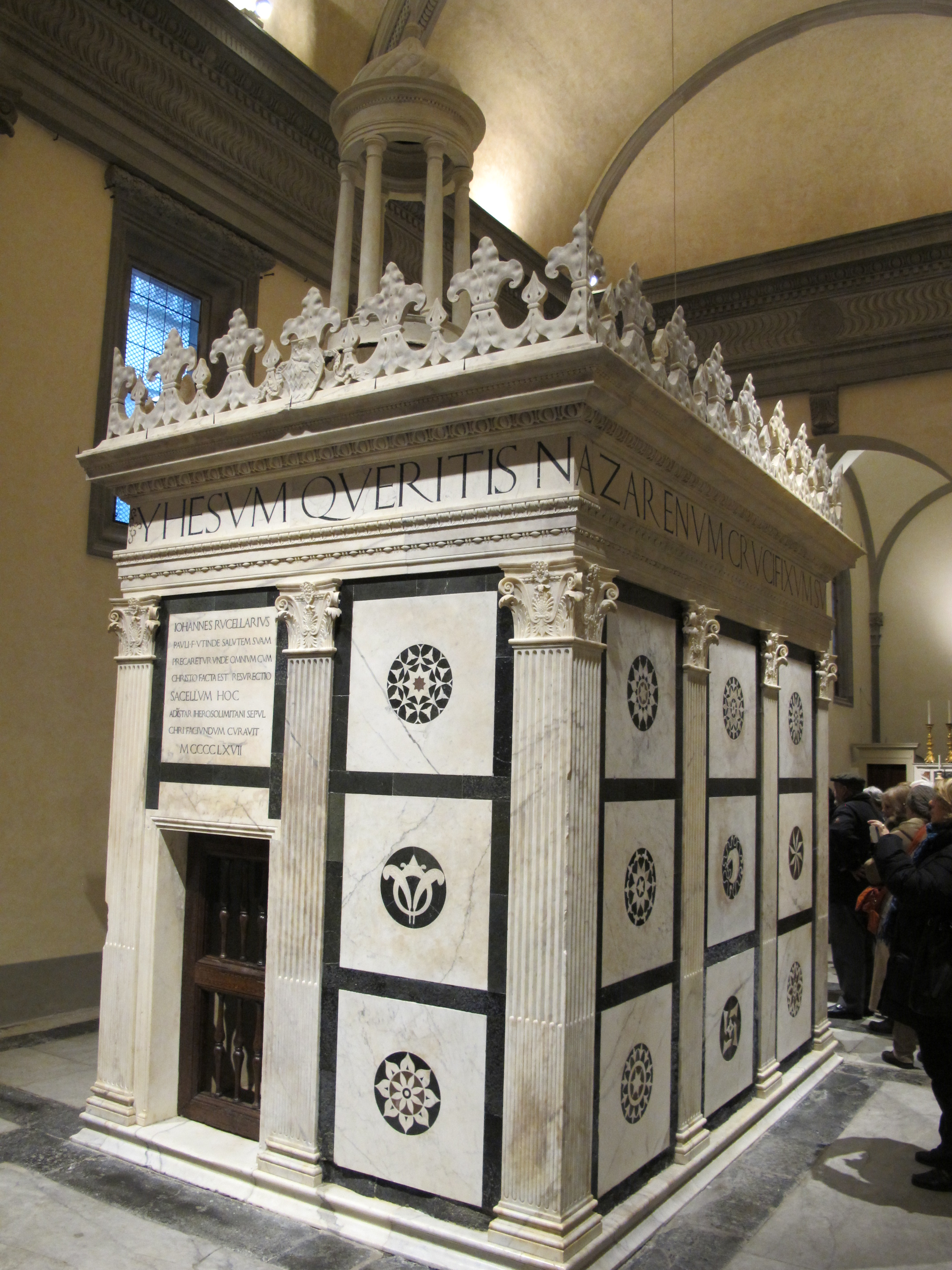
Le petit Temple du Saint Sépulcre (1467).
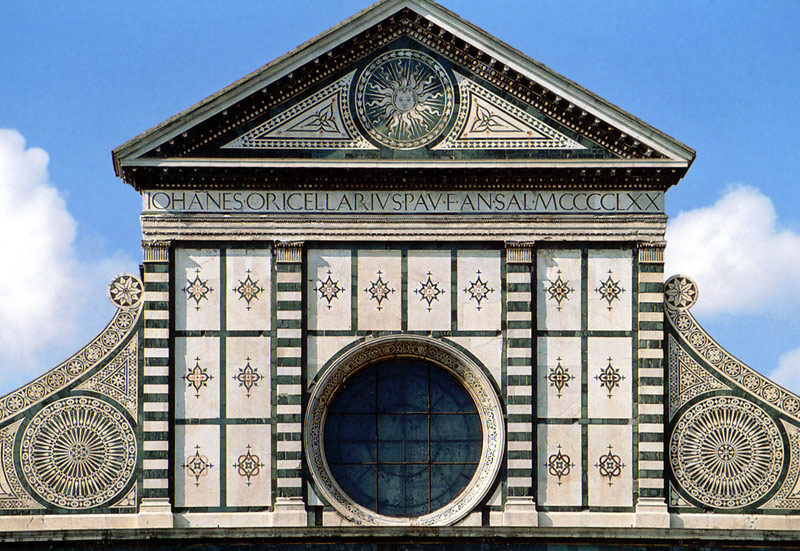
Façade de la basilique Santa Maria Novella (1470).

### Réalisations hors de Florence
Toutefois, c'est ailleurs qu'il a développé la majeure partie de son activité dans le domaine architectural.
Si, contrairement aux allégations dépourvues de tout fondement réel de nombreux historiens du passé, il n'a selon toute probabilité jamais œuvré à Rome, en revanche à Rimini il construit le temple Malatesta (1447-1468), véritable manifeste du classicisme de la Renaissance, dans le pur respect d'une église gothique qui avait préalablement existé.
Il vint à Mantoue en 1459 à l'occasion du concile, à la suite du pape Pie II, alors qu'il travaillait déjà pour les Malatesta à Rimini et pour les Este à Ferrare. Approché par Ludovic Gonzague, il conçut dès février 1460 des projets pour l'église San Sebastiano, la réfection de la rotonde San Lorenzo, un monument à Virgile et, ultérieurement pour l'église Sant'Andrea (1471 et suivants). L'église San Sebastiano fut terminée quelques décennies plus tard sans que le projet d'Alberti ait été respecté.

Œuvres d'|Alberti hors de Florence :
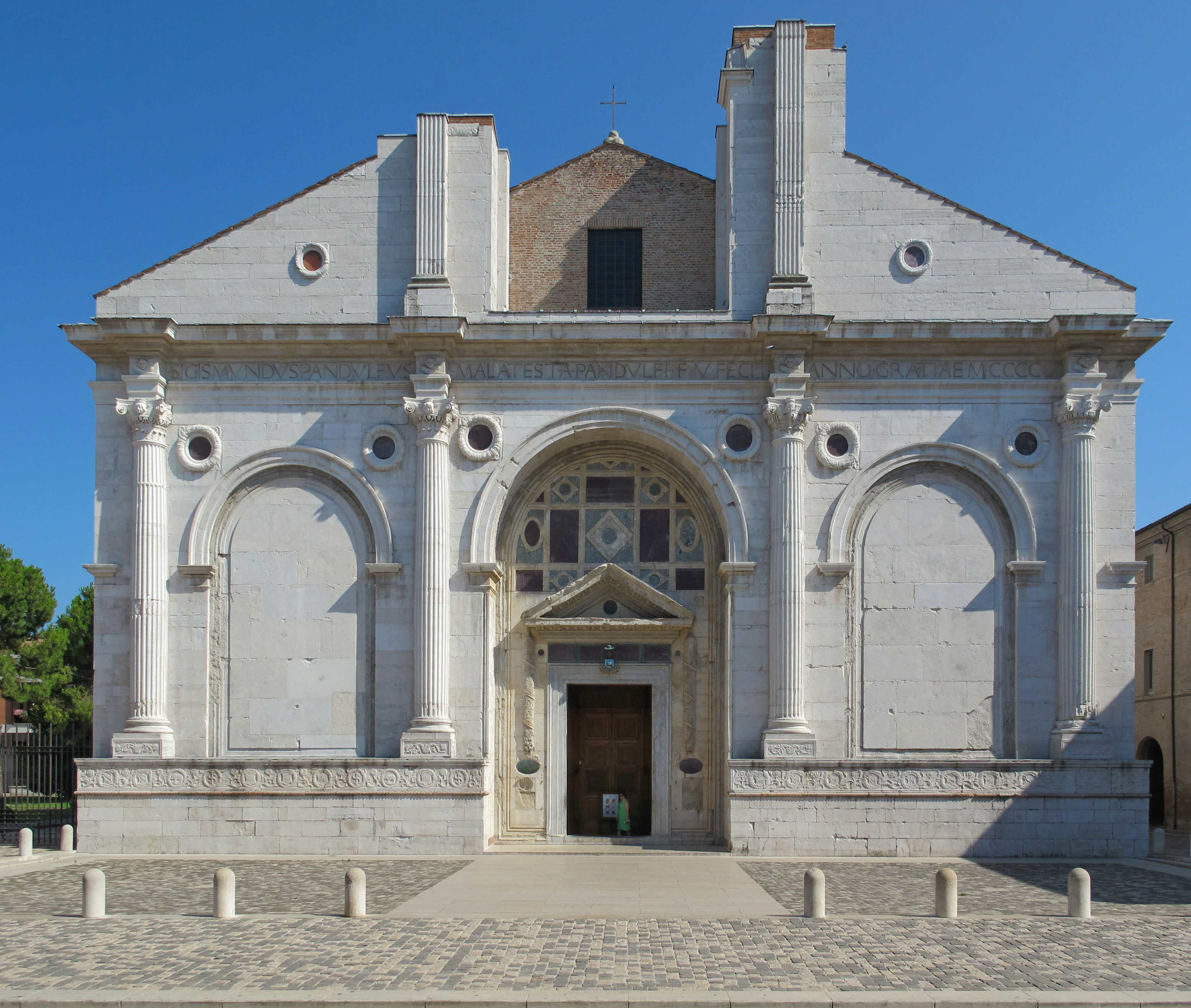
Façade du Temple Malatesta (1447-1460).
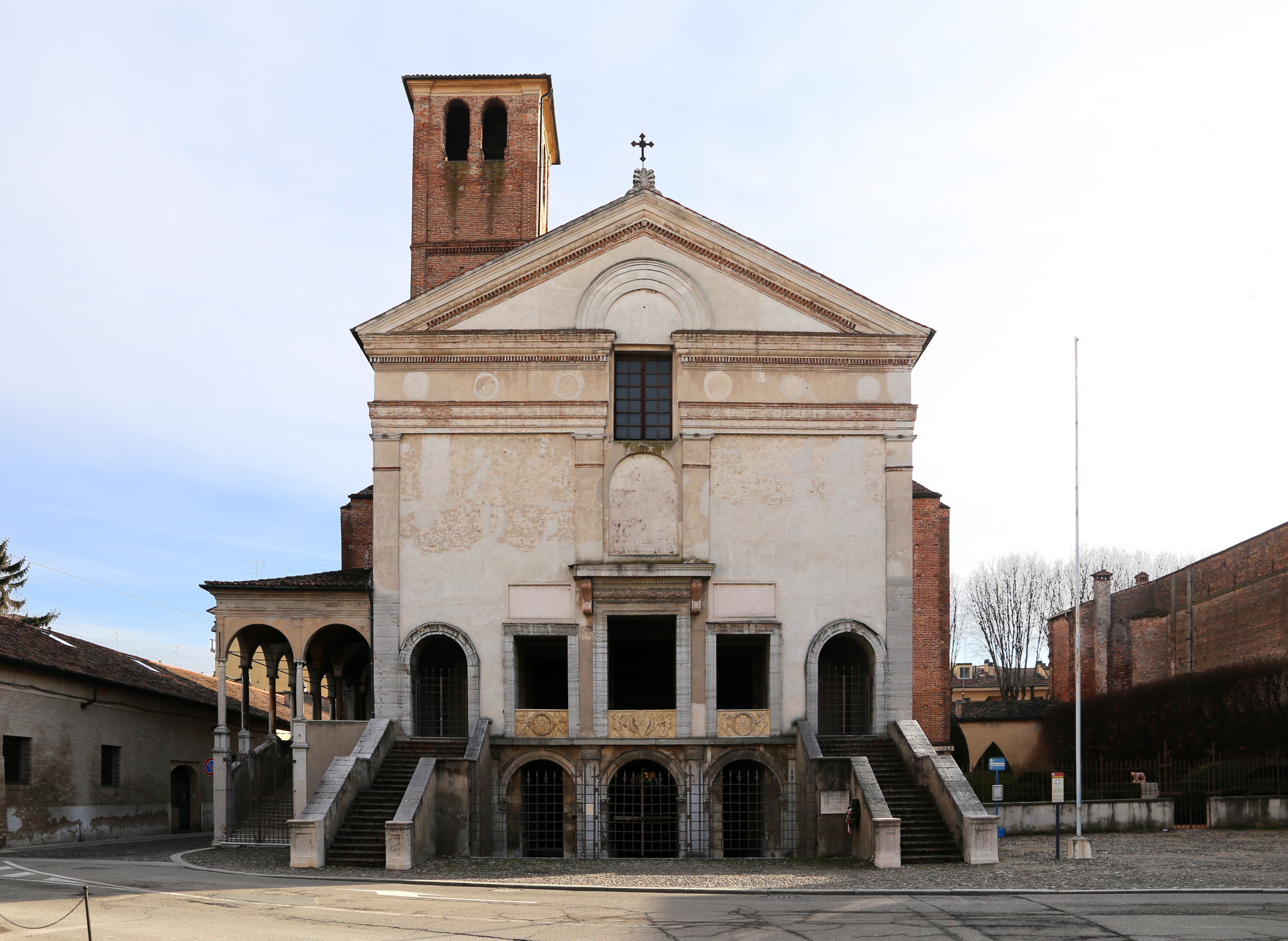
Façade de l'église Saint-Sébastien de Mantoue (1460-1470).
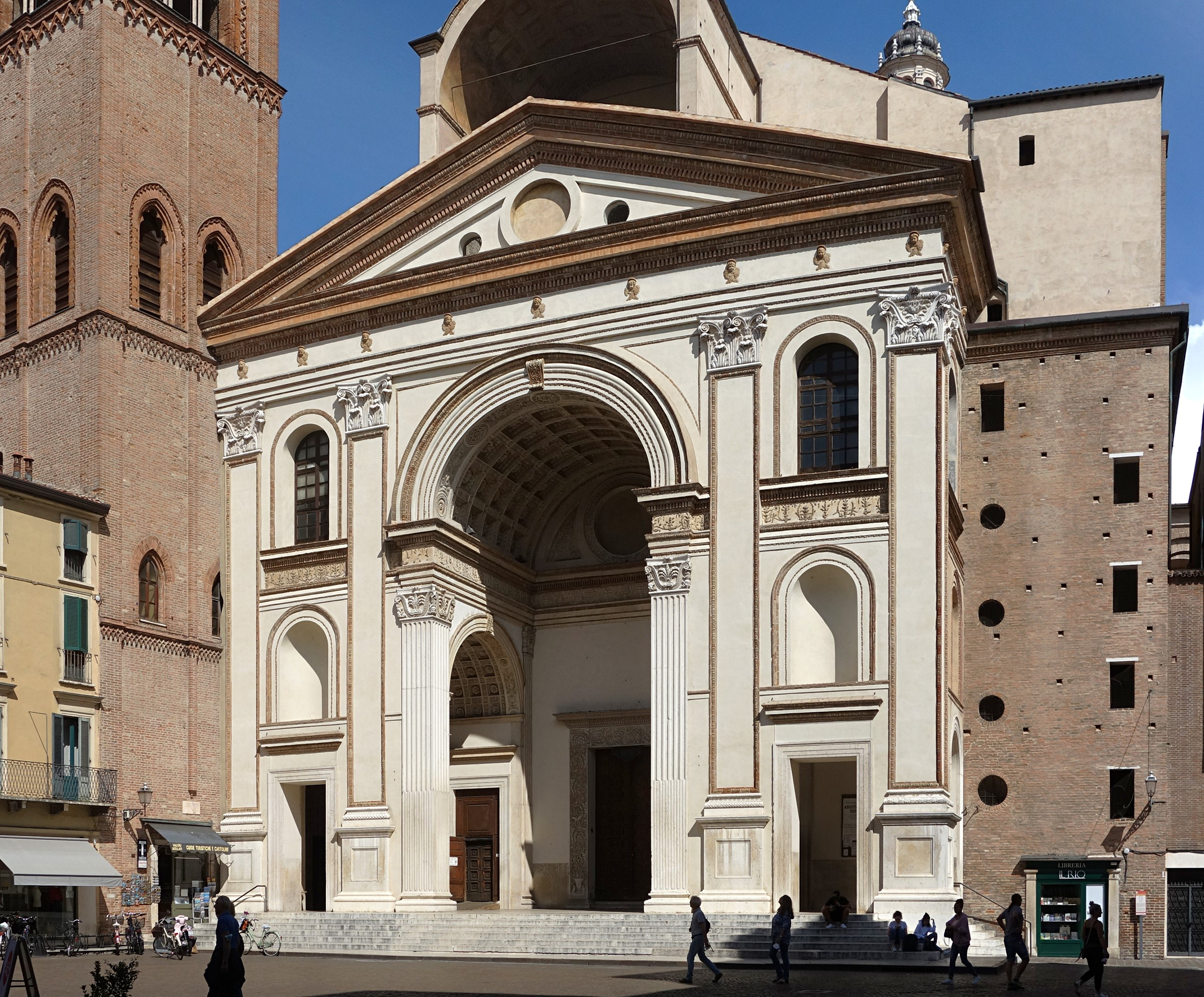
Façade de la basilique Saint-André de Mantoue (1472-1488).

## L'humaniste
Outre les mathématiques et l'architecture, Alberti a contribué à de nombreux domaines :
- En art, il est plus connu pour ses traités dont De pictura (De la peinture) (1435-1436) qui contenait la première étude scientifique de la perspective. Une traduction italienne (volgare) ou à tout le moins, un des manuscrits, et l'année suivante la version latine dédiée à Filippo Brunelleschi. Il écrivit aussi des travaux à propos de la sculpture, De Statua vers 1450 environ.
- Il était tellement doué en versification latine qu’une comédie qu’il avait écrite dans sa vingtième année, Philodoxius, a trompé plus tard Alde le Jeune, qui l’édita et la publia comme une œuvre véritable de Lepidus.
- Il a été crédité en 1986 comme auteur de Hypnerotomachia Poliphili, un étrange roman d’imagination érotique dont les qualités typographiques et les illustrations font l'un des plus beaux livres jamais édités, écrit en 1467 et imprimé en 1499, probablement le tout premier.
- En musique, il était réputé pour être l'un des meilleurs organistes de l'époque.
- Alberti était un cryptographe accompli pour son époque, et inventa le chiffrement polyalphabétique. Celui-ci était, au moins sur le principe, même s’il n'a pas vraiment été utilisé avant plusieurs dizaines d'années, l'avancée la plus significative en la matière depuis l'époque de Jules César. L'historien en cryptographie David Kahn le surnomma le « Père de la cryptographie occidentale », grâce à trois avancées significatives dans ce domaine qui peuvent être attribuées à Alberti : « la plus ancienne théorie occidentale de cryptanalyse, l'invention de la substitution polyalphabétique, et l'invention du code de chiffrement[4]. »
- Selon certaines sources[11], Alberti était capable de se tenir debout pieds joints, et de sauter au-dessus de la tête d'un homme. « Nous sommes en présence d'un homme qui n'entre dans aucune catégorie. Leon Battista Alberti… est né à Venise après un exil florentin… et est tombé amoureux de l'art, de la musique, de la littérature et des cercles philosophiques. Florence répondit en l'acclamant comme un homme quasiment parfait. Il était très beau et fort ; excellait dans tous les exercices physiques ; pouvait, avec les pieds attachés, sauter au-dessus d'un homme debout […] s'amusait à apprivoiser des chevaux sauvages et à gravir des montagnes. Il était bon chanteur, éminent organiste, avait une charmante conversation, était un orateur éloquent, un homme d'une intelligence, alerte mais sobre, un gentilhomme de raffinement et de courtoisie… comme Léonard un demi-siècle plus tard, Alberti était un maître, ou au moins un praticien compétent, dans une douzaine de domaines - mathématique, mécanique, architecture, sculpture, peinture, musique, poésie, drame, philosophie, code civil et droit canon… »
- Il s’intéressait aussi au dessin de cartes et travailla avec l'astronome et cartographe Paolo Toscanelli.

## Ses écrits

Opere volgari, 1843.

### Éditions anciennes
- De familia (1433-1437), dialogue sur la famille, il se décompose en quatre livres dans lesquels l'auteur aborde les sujets suivants : l'éducation des enfants (livre I), l'amour et le mariage (livre II), l'administration des richesses et le bon usage de l'âme, du corps et du temps (livre III), l'amitié (livre IV). La famille y est exaltée comme la plus importante institution naturelle et civile. Alberti revendique la puissance de la liberté humaine contre les obstacles de la fortune ; il théorise un art du savoir-vivre fondé sur la maîtrise de la réalité et la réalisation du bonheur par une vie sereine et équilibrée ;
- De re aedificatoria (L'Art d'édifier), traité d'architecture commencé en 1449 imprimé en 1485 à Florence[12], puis en 1512 à Paris et 1541 à Strasbourg. Il a été traduit en français par Jean Martin en 1553 sous le titre L’Architecture et Art de bien bastir[13]. Il a également été traduit en espagnol et portugais au XVIe siècle, puis en anglais au XVIIIe siècle, et en allemand, russe, japonais, etc. au XXe siècle.
- Le traité Villa sur l'architecture des villas à la campagne ;
- De pictura, en deux rédactions, latine et italienne, remontant à 1435-1436); un traité sur la peinture qui a pu influencer Léonard de Vinci et d'autres artistes[14]. Traduit en français par Claudius Popelin en 1868 sous le titre De la peinture (Consultation de l'ouvrage) ;
- De statua, traité de la sculpture composé vers 1450, complète sa trilogie sur les arts majeurs. Alberti y expose en 19 chapitres une définition de l’art plastique tridimensionnel qui accorde à la sculpture, considérée jusqu’alors comme une vulgaire activité manuelle, la dignité intellectuelle qui lui était niée. Ce traité fut traduit en italien en 1568 par Cosimo Bartoli, le texte original latin n’étant publié qu’à la fin du XIXe siècle, et ce n’est qu’à la fin du XXe que des traductions modernes en ont été publiées[6]. Mais son importance, déjà perceptible depuis la Renaissance, en fait un texte précurseur de toute l’imagerie numérique moderne, DAO, dessin 3D et modélisation numérique ;
- Philodoxeus fabula, comédie dont la première rédaction remonte à 1424 environ, et la seconde à 1437.
- Momus (avant 1472), fable politique
- De pictura : il existe plusieurs traductions récentes en français, de qualité variable :
  - De pictura, traduction par J.-L. Schefer, Paris, Macula, 1995
  - La Peinture, traduction par T. Golsenne et B. Prévost, Paris, Seuil, 2004  (ISBN 2-02-066203-5)
  - De pictura, traduction française de Danielle Sonnier, Allia, 2019  (ISBN 979-10-304-1077-8)
- Momus ou Le Prince, trad. franç. par C. Laurens, Paris, Les Belles Lettres, 1993  (ISBN 2-251-46004-7).
- Fables sans morale, trad. franç. des Apologi centum, par C. Laurens, Paris, Les Belles Lettres, 1997  (ISBN 2-251-46014-4).
- Avantages et inconvénients des Lettres, première trad. franç. par Ch. Carraud et R. Lenoir, Grenoble, Jérôme Millon, 2004  (ISBN 2-84137-152-2).
- Rime / Poèmes Suivis de la Protesta / Protestation, édition critique, introduction et notes par G. Gorn, traduction de l'italien par M. Sabbatini, Les Belles Lettres, 2002.
- Grammaire De la langue toscane. Précédé de Ordine delle Laettere / Ordre des lettres, édition critique, introduction et notes de G. Patota, traduction de l'italien par L. Vallance, Les Belles Lettres, Paris, 2003.
- L'Art d'édifier, présentation, traduction et notes de P. Caye et F. Choay, Paris, Le Seuil, 2004  (ISBN 2-020-12164-6).
- La Statue, suivi de La vie de L.B. Alberti par lui-même, traduction de D. Arbib avec la collaboration d'A.-M. Certin, Paris, Éditions Rue d'Ulm, 2011.
- De la famille, traduit par M. Castro, Paris, Les Belles Lettres, 2013.
- Entretiens sur la tranquillité de l’âme, Paris, Le Seuil, 2016  (ISBN 978-2-02-129614-3).
- Propos de table - Intercenales, texte latin et traduction française, édition critique par Roberto Cardini, traduction de Claude Laurens, Paris, Les Belles Lettres, 2 vol., 2018.  (ISBN 978-2-251-80133-9)

### Filmographie
- Roberto Rossellini, « Leon Battista Alberti : L'Humanisme. » partie III in L'Âge de Cosme de Médicis (téléfilm en trois parties).